# Ћулбастија
Ћулбастија је традиционални специјалитет и јело југа Србије.

## Назив
Реч ћулбастија (тур. külbastı) је турска сложеница, састављена од речи ђул (gül) — ружа и басте — тучене (од baston - штап за ходање, али и тољага), одмах казује шта је то: говеђа "ружа" тучена да омекша, пре тога намазана маслиновим уљем, па остављена зими да стоји три дана, а лети један. Као што се и бифтек маже зачинима и уљем па оставља да одстоји.
Данас ћулбастија најчешће значи комад од свињског бута, очишћен од жилица и масноћа па регуларно испечен на жару. Зове се још и вешалица, а спрема се по свим правилима као и бела вешалица. Пече се на добро загрејаној жици, прво с једне, онда с друге стране, не сме виљушком да се пробада да не би исцурео сок, а соли се из истог разлога тек на крају.

## Рецепти
Постоји три врсте рецепта доступних у кулинарским разменама.
I
Потребно:
- 1 кг паприка
- 1 кг парадајза
- 1/2 кг црног лука
- 1 кг млевеног меса
- бибер, чили, млевена црвена паприка, со
- количина уља по потреби

Припрема:
Исећи на режњеве црни лук и пропржити га на мало уља. Исецкати паприку и ољуштити парадајз и све то исеци на коцке и пржити са луком. Од млевеног меса направити ћуфтице у које сте ставили млевену црвену паприку, чили по укусу, бибер и со. Када је поврће укрчкано ставити ћуфтице одозго и све то залити са 1 децилитром уља. Крчкати још мало на тихој ватри и убацити у загрејану рерну да се мало запече. Пећи на 200 степени док не порумене ћуфтице.
II
Састојци за 4 особе:
- 1 кг меса по избору; шницле, крменадле, лунгић (свињски филе)
- 4 велике главице црног лука
- 4 чена белог лука
- око 1 кг паприка
- по укусу зачини; вегетин микс за свињетину, бибер, со

Припрема
Месо опрати, осушити и зачинити по укусу. Оставити неколико сати у фрижидер да се укуси сједине или преко ноћи.
Месо испећи на роштиљу. Лук исећи на ситније коцкице, паприке опрати, очистити од семенa и жилица и њих исећи на мање коцкице. Бели лук очистити и исећи на ситније комадиће. Све то измешати и посолити и побиберити по укусу.
У земљану посуду ставити на дно трећину количине од лука, преко ставити половину испеченог меса, опет преко другу трећину лука, месо и завршити са луком. Прелити са 30 мл (2 кашике) уља и заклопити, ако немате поклопац, ставити алу фолију преко и добро ушушкати свуда около да нигде пара не излази и ставити у рерну да се пече на 185 °C. Пећи око сат и по до два сата или док вам лук потпуно не омекша. Послужити топло и са куваним кромпиром.
III
Потребно:
- 750 г јунећег рамстека
- уље
- 4 главице црног лука
- со
- бибер

Припрема:
Рамстек исеците на шницле, па сваку шницлу посолите, побиберите и помешајте са луком исеченим на ребарца. Све прелијте уљем, још једном измешајте и ставите у фрижидер да месо пар сати стоји у маринату. Пре печења ћулбастију очистите од лука и пеците на жару или кухињском грилу, а маринаду и лук сачувајте. Печене ћулбастије ставите на тањир и поспите луком и маринадом.